# Aleksandr Biekietow
Aleksandr Władimirowicz Biekietow (ros. Александр Владимирович Бекетов, ur. 14 marca 1970 w Woskriesiensku) – rosyjski szpadzista, dwukrotny medalista olimpijski.
Na igrzyskach olimpijskich w Atlancie w 1996 roku zdobył złoty medal w turnieju indywidualnym, pokonując w finale Kubańczyka Ivána Trevejo 15:14. Na tej samej imprezie reprezentacja Rosji w składzie: Aleksandr Biekietow, Pawieł Kołobkow i Walerij Zachariewicz wywalczyła srebrny medal w turnieju drużynowym. W rundzie finałowej Rosjanie przegrali z Włochami 43:45. Były to jego jedyne starty olimpijskie.
Nie zdobył medalu na mistrzostwach świata lub mistrzostwach Europy.